# Prawo mili
Prawo mili – stosowany w średniowieczu przywilej handlowy, zgodnie z którym na terenie o promieniu jednej mili wokół miasta wszystkie znajdujące się tam targi, kramy, składy (np. sukna), jatki, piekarnie i karczmy musiały być własnością miasta.
Przywileje takie nadawane bywały przez panujących książąt i bywały dla miast ważnym monopolem, wpływającym korzystnie na ich rozwój.